# Kokowa

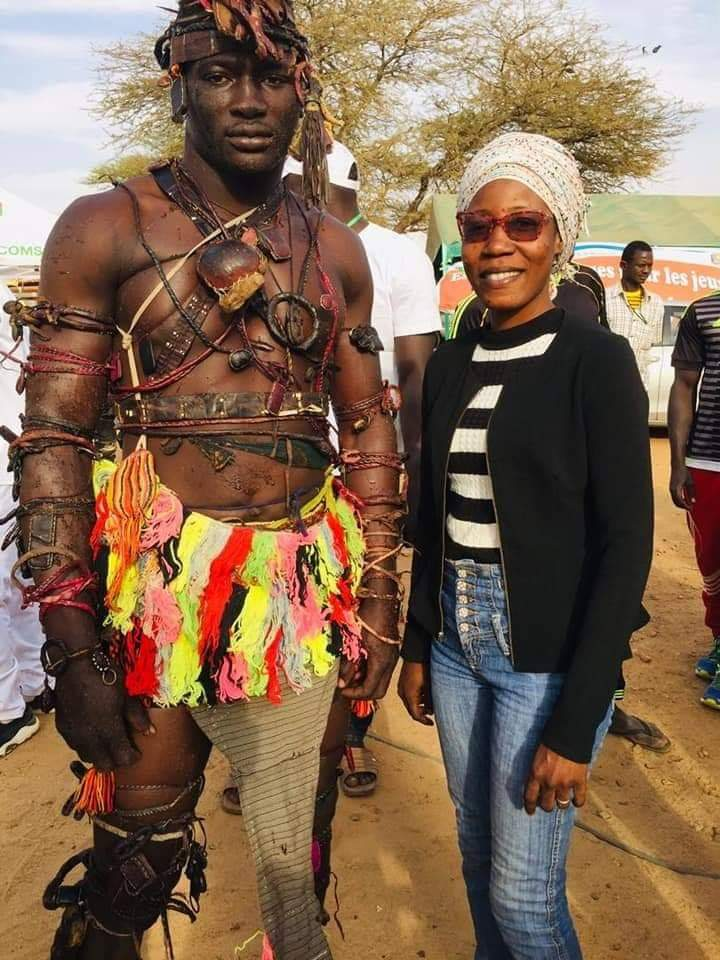
Un lutteur du Niger et une admiratrice.

La lutte traditionnelle, kokowa en langue haoussa, est un combat en forme de duel, populaire et pratiqué au Niger. Toute la communauté y participe avec convivialité, ce qui participe à sa portée ludique, culturelle et religieuse. Les lutteurs célèbres nomadisent de village en village, accompagnés de musiciens, de marabouts et de bouffons pour livrer combat après les récoltes.

## Histoire
Les lutteurs des années 1950, à cause de leurs forces mystiques et physiques et de leurs techniques, restent des légendes vivantes[Quand ?]. La lutte traditionnelle doit son aura à la simplicité de sa pratique, à l'accessibilité des combats aux riches comme aux pauvres, à sa résistance au modernisme sportif et surtout au fait qu'elle demeure un sport rural gardant encore ses aspects ludiques et culturels. 
Pouvoirs coutumiers et politiques, marabouts et féticheurs, musiciens et chanteurs, bouffons et experts olympiques cohabitent dans la préparation psychologique des lutteurs en amont, pendant et en aval des combats afin de les mettre en confiance et augmenter les chances. La lutte est le cadre par excellence[réf. nécessaire] de l'expression culturelle et corporelle, des rites, des croyances, des musiques, des poésies orales des communautés. Le lutteur qui lutte est le héros de son groupe, de sa région.
À partir de 1975, la lutte a connu au Niger des réformes organisationnelles qui a abouti à son institutionnalisation. Dès lors, le kokowa devient un terrain où argent et privilèges, conflits entre traditions et modernisme se côtoient au détriment de la pratique même. L'introduction de nouveaux paramètres (poids des lutteurs, évaluation des victoires par des notes, arbitres venant du judo) et le changement perpétuel de règlements créent des incompréhensions entre les partisans d'un kokowa original (les lutteurs et le public en général) et les techniciens du sport (les cadres administratifs et membres de la fédération). Aujourd'hui[Quand ?], c'est l'avenir même de la lutte nigérienne qui suscite des interrogations.